# Jezioro Sołeckie (gmina Międzychód)
Jezioro Sołeckie – jezioro w woj. wielkopolskim, w powiecie międzychodzkim, w gminie Międzychód, leżące na terenie Kotliny Gorzowskiej.

## Dane morfometryczne
Powierzchnia zwierciadła wody wynosi 7,0 ha.

## Hydronimia
Według spisu opracowanego przez Komisję Nazw Miejscowości i Obiektów Fizjograficznych (KNMiOF) i danych z państwowego rejestru nazw geograficznych nazwa tego jeziora to Jezioro Sołeckie.
W gminie Międzychód — około 3,5 km na południowy — zachód, w pobliżu wsi Dzięcielin położone jest inne jezioro o nazwie Jezioro Sołtyskie. Jako oboczna nazwa tego jeziora wymieniana jest nazwa: Jezioro Sołeckie.